# Øster Hornum
Øster Hornum is een plaats in de Deense regio Noord-Jutland, gemeente Rebild. De plaats telt 968 inwoners (2008).